# Teredicola typica
Teredicola typica är en kräftdjursart som beskrevs av C. B. Wilson 1942. Teredicola typica ingår i släktet Teredicola och familjen Clausiidae. Inga underarter finns listade i Catalogue of Life.